# Bulbophyllum loherianum
Bulbophyllum loherianum är en orkidéart som först beskrevs av Friedrich Fritz Wilhelm Ludwig Kraenzlin, och fick sitt nu gällande namn av Oakes Ames. Bulbophyllum loherianum ingår i släktet Bulbophyllum och familjen orkidéer.
Artens utbredningsområde är Filippinerna. Inga underarter finns listade i Catalogue of Life.